# Sarota psaros
Sarota psaros is een vlindersoort uit de familie van de prachtvlinders (Riodinidae), onderfamilie Riodininae.
Sarota psaros werd in 1886 beschreven door Godman & Salvin.